# Pierre Mignard
Pierre Mignard (Troyes, 7 de novembro de 1612 - Paris, 30 de maio de 1695) foi um pintor francês.  Era cognominado "O Mignard romano" e também conhecido como "Pierre Mignard Trecensis" (Pierre Mignard de Troyes)
Nasceu em uma família de artistas, e era irmão de outro pintor, Nicolas Mignard. Estudou com Simon Vouet e em 1630 viajou para a Itália, onde permaneceu por 22 anos. Voltando a Paris, fez um retrato do rei que lhe valeu o favor da corte, mas rejeitou o convite de Charles Le Brun para ingressar na Academia, colocando-se contra sua autoridade e reunindo um partido em seu redor. Mas sua carreira como retratista progrediu, pintando inúmeros membros da alta nobreza e da intelectualidade, como Molière, Jacques-Bénigne Bossuet, a Marquesa de Maintenon, a Marquesa de Sévigné e Descartes.
Com a morte de Le Brun em 1690, ele lhe sucedeu em todos os cargos mantidos pelo seu antigo oponente, mas faleceria logo em seguida, quando estava prestes a iniciar a decoração da cúpula dos Inválidos. Suas melhores obras foram reproduzidas em gravura por Gerard Edelinck.

## Galeria

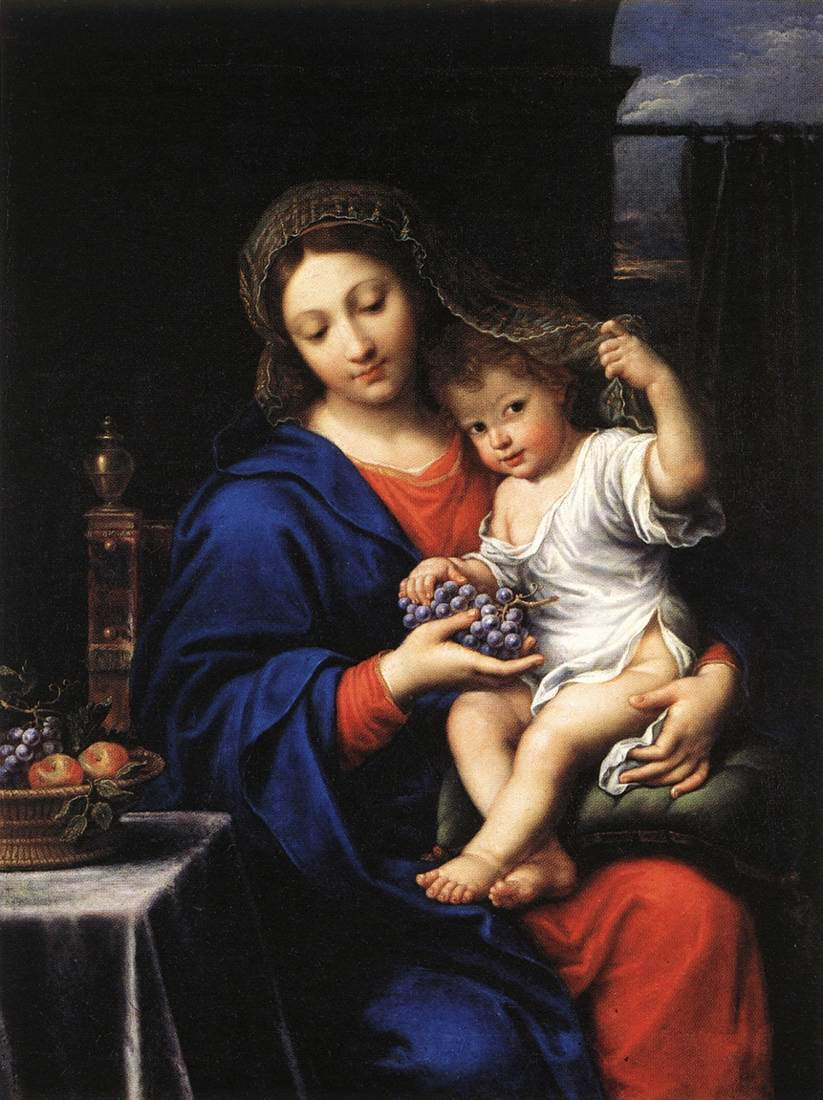
A Virgem das uvas
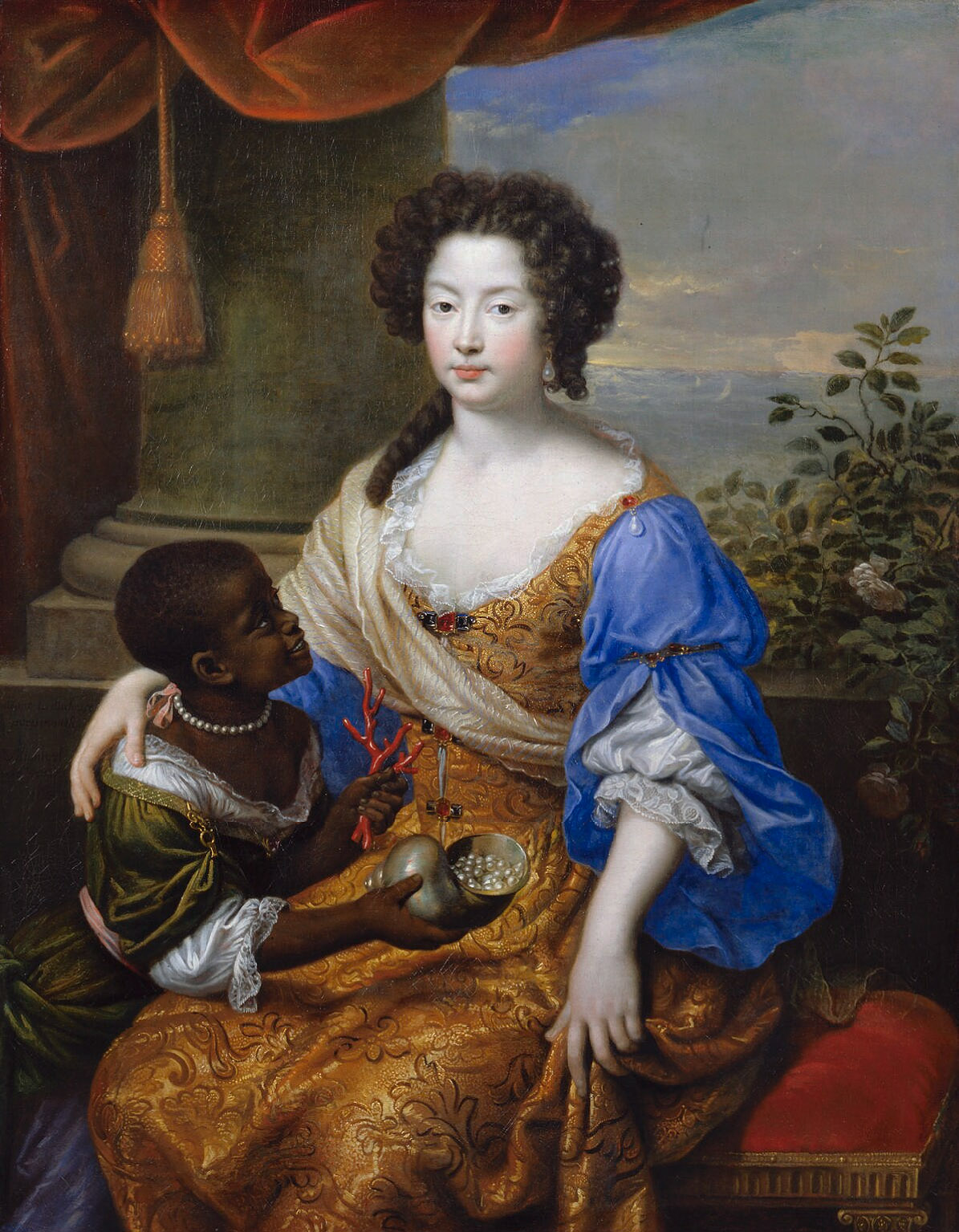
Retrato de Louise de Kérouaille, Duquesa de Portsmouth
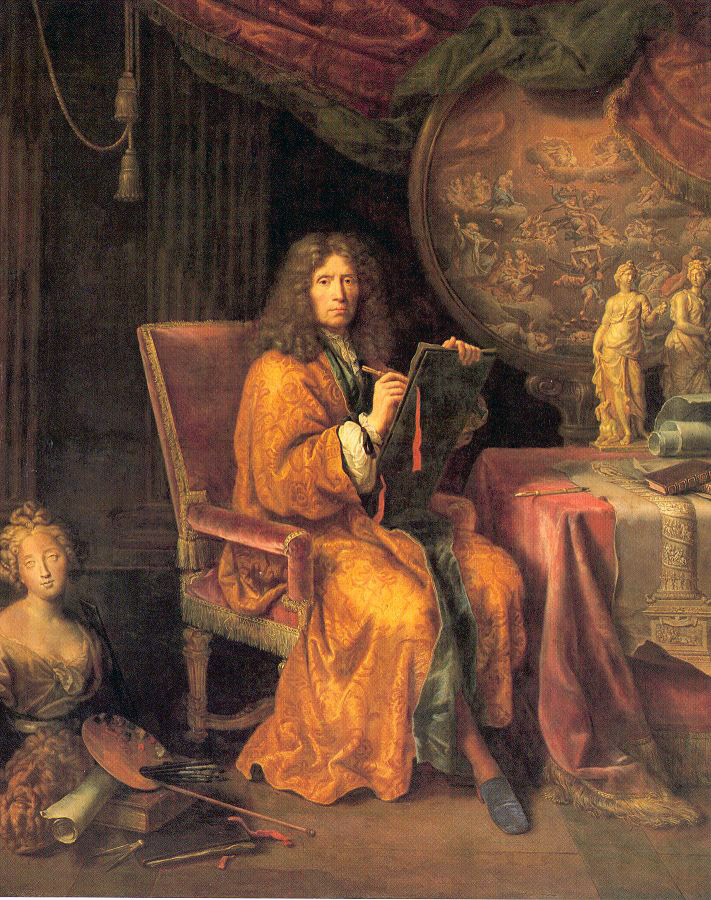
Pierre Mignard, Autorretrato
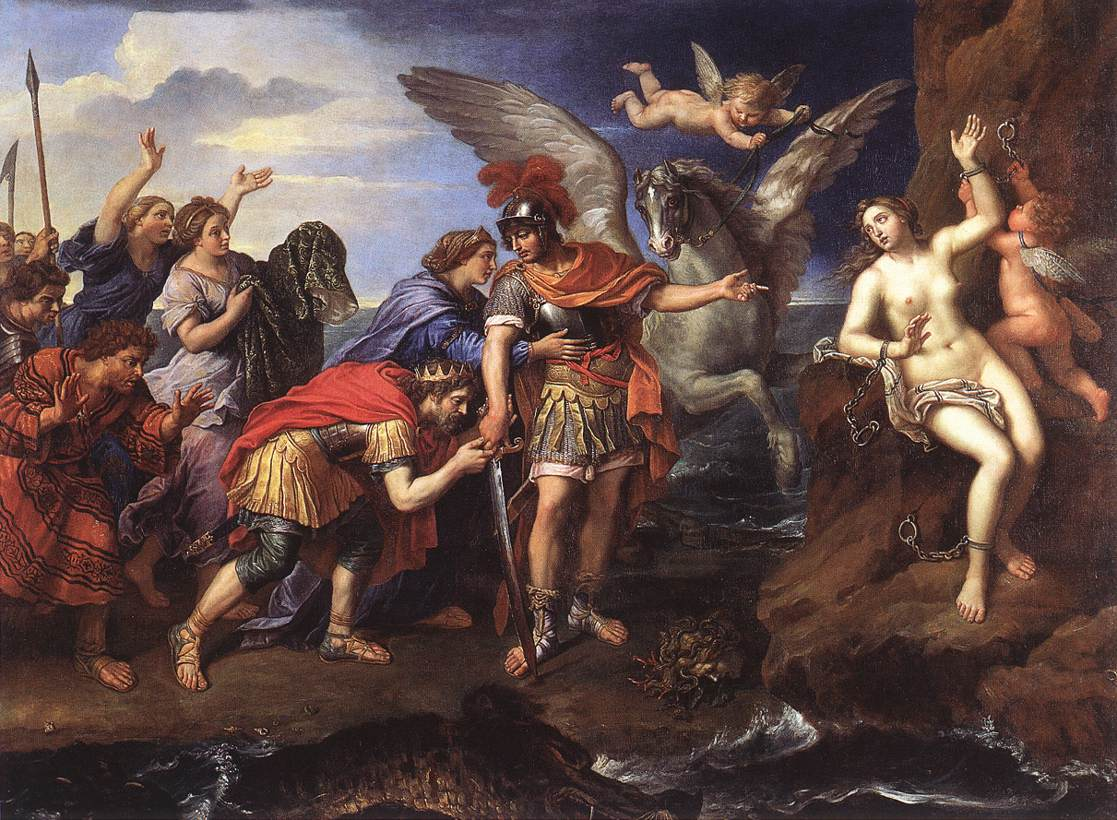
Perseu e Andrômeda
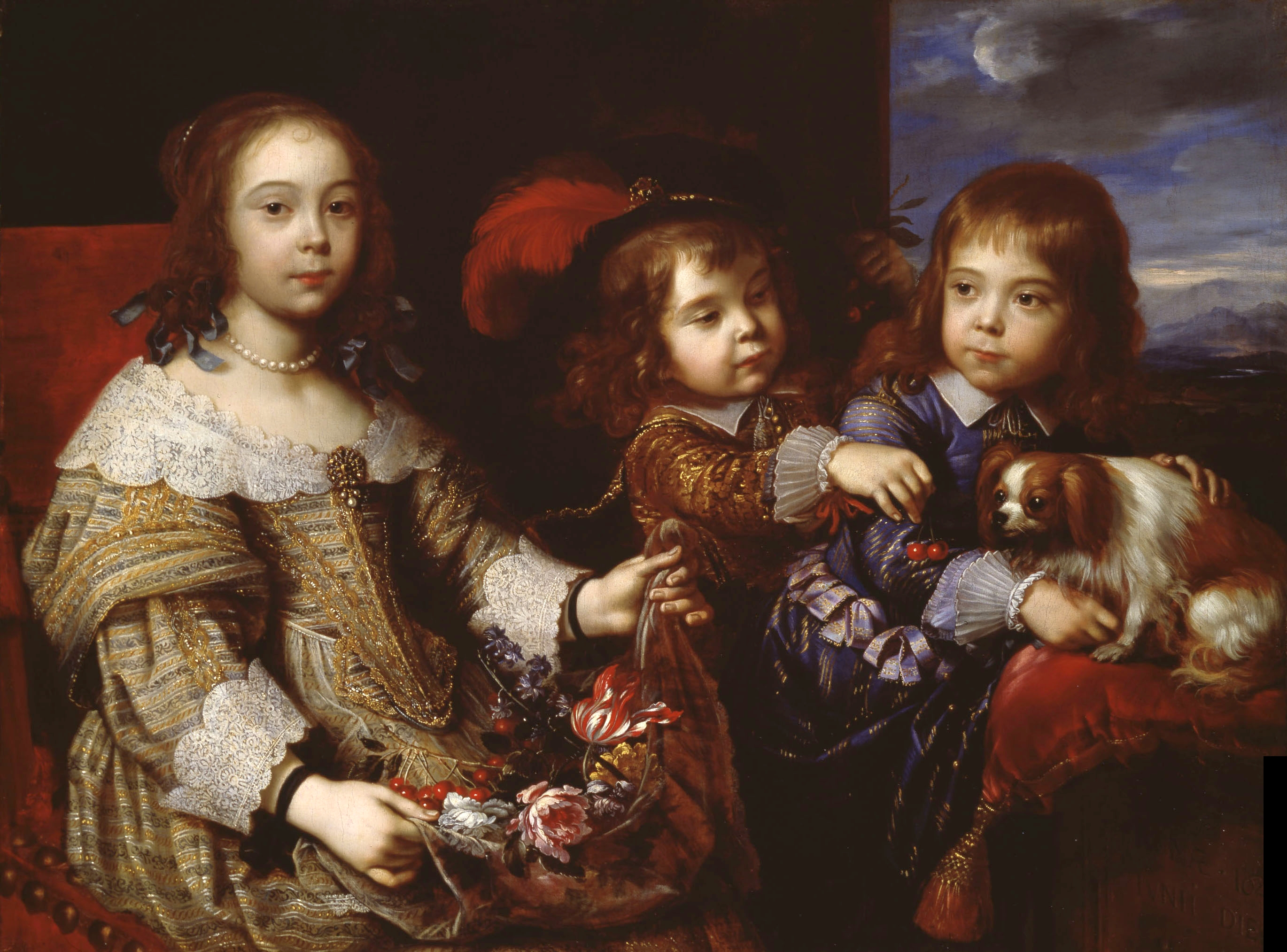
Os filhos de Frédéric Maurice de La Tour d'Auvergne, Duque de Bouillon, pintura em óleo sobre tela 1647, Honolulu: Museu de Arte
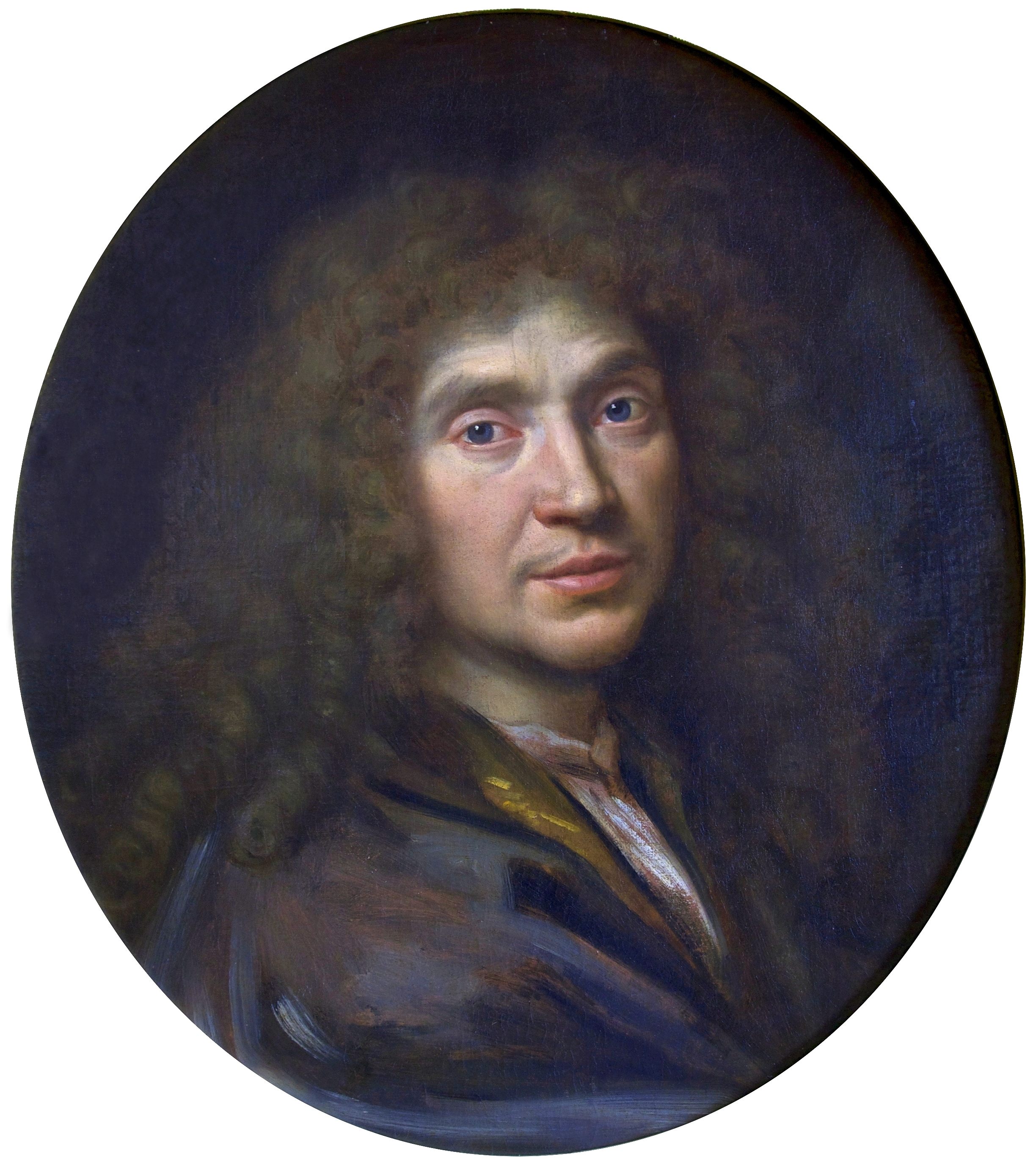
Molière